# Pachybrachis
Pachybrachis là một bọ lá - Chrysomelidae, thuộc tông Cryptocephalini của phân họ Cryptocephalinae và thuộc về nhóm Camptosomata.

## Các loài
| - Pachybrachis abdominalis Say 1824 - Pachybrachis alacris Fall 1915 - Pachybrachis alticola Fall 1915 - Pachybrachis analis LeConte 1861 - Pachybrachis arizonensis Bowditch 1909 - Pachybrachis autolycus Fall 1915 - Pachybrachis badius Fall 1915 - Pachybrachis bajulus Suffrian 1852 - Pachybrachis bivittatus Say 1824 - Pachybrachis brevicollis LeConte 1880 - Pachybrachis brevicornis Fall 1915 - Pachybrachis brunneus Bowditch 1909 - Pachybrachis bullatus Fall 1915 - Pachybrachis caelatus LeConte 1858 - Pachybrachis calcaratus Fall 1915 - Pachybrachis calidus Fall 1915 - Pachybrachis californicus Fall 1915 - Pachybrachis carbonarius Haldeman 1849 - Pachybrachis carolinensis Bowditch 1910 - Pachybrachis cephalicus Fall 1915 - Pachybrachis chaoticus Fall 1915 - Pachybrachis circumcinctus Crotch 1874 - Pachybrachis coloradensis Bowditch 1909 - Pachybrachis confederatus Fall 1915 - Pachybrachis conformis Suffrian 1852 - Pachybrachis confusus Bowditch 1909 - Pachybrachis connexus Fall 1915 - Pachybrachis consimilis Fall 1915 - Pachybrachis conspirator Fall 1915 - Pachybrachis contractifrons Fall 1915 - Pachybrachis convictus Fall 1915 - Pachybrachis crassus Bowditch 1909 - Pachybrachis croftus Bowditch 1909 - Pachybrachis cruentus LeConte 1880 - Pachybrachis cylindricus Bowditch 1909 - Pachybrachis delumbis Fall 1915 - Pachybrachis densus Bowditch 1909 - Pachybrachis desertus Fall 1915 - Pachybrachis dilatatus Suffrian 1852 - Pachybrachis discoideus Bowditch 1909 - Pachybrachis diversus Fall 1915 - Pachybrachis donneri Crotch 1874 - Pachybrachis dubiosus LeConte 1880 - Pachybrachis duryi Fall 1915 - Pachybrachis falli Leng 1920 - Pachybrachis femoratus Olivier 1808 - Pachybrachis fortis Fall 1915 - Pachybrachis fractus Fall 1915 - Pachybrachis fuscipes Fall 1915 - Pachybrachis gracilipes Fall 1915 - Pachybrachis haematodes Suffrian 1852 - Pachybrachis hepaticus Melsheimer 1847 | - Pachybrachis hybridus Suffrian 1852 - Pachybrachis illectus Fall 1915 - Pachybrachis immaculatus Jacoby 1889 - Pachybrachis impurus Suffrian 1852 - Pachybrachis infaustus Haldeman 1849 - Pachybrachis insidiosus Fall 1915 - Pachybrachis integratus Fall 1915 - Pachybrachis jacobyi Bowditch 1909 - Pachybrachis lachrymosus Fall 1915 - Pachybrachis laevis Bowditch 1909 - Pachybrachis latithorax Clavareau 1913 - Pachybrachis liebecki Fall 1915 - Pachybrachis litigiosus Suffrian 1852 - Pachybrachis livens LeConte 1858 - Pachybrachis lodingi Bowditch 1909 - Pachybrachis longus Bowditch 1909 - Pachybrachis luctuosus Suffrian 1858 - Pachybrachis luridus Fabricius 1798 - Pachybrachis lustrans LeConte 1880 - Pachybrachis m-nigrum Melsheimer 1847 - Pachybrachis macronychus Fall 1915 - Pachybrachis marginatus Bowditch 1909 - Pachybrachis marginipennis Bowditch 1909 - Pachybrachis marmoratus Jacoby 1889 - Pachybrachis melanostictus Suffrian 1852 - Pachybrachis mellitus Bowditch 1909 - Pachybrachis mercurialis Fall 1915 - Pachybrachis microps Fall 1915 - Pachybrachis minor Bowditch 1909 - Pachybrachis mitis Fall 1915 - Pachybrachis mobilis Fall 1915 - Pachybrachis morosus Haldeman 1849 - Pachybrachis nero Bowditch 1909 - Pachybrachis nigricornis Say 1824 - Pachybrachis nobilis Fall 1915 - Pachybrachis nogalicus Fall 1915 - Pachybrachis notatus Bowditch 1910 - Pachybrachis nubigenus Fall 1915 - Pachybrachis nubilus Bowditch 1909 - Pachybrachis nunenmacheri Fall 1915 - Pachybrachis obfuscatus Fall 1915 - Pachybrachis obsoletus Suffrian 1852 - Pachybrachis osceola Fall 1915 - Pachybrachis othonus Say 1825 - Pachybrachis parvinotatus Fall 1915 - Pachybrachis pawnee Fall 1915 - Pachybrachis peccans Suffrian 1852 - Pachybrachis pectoralis Melsheimer 1847 - Pachybrachis petronius Fall 1915 - Pachybrachis picturatus Germar 1824 - Pachybrachis pinguescens Fall 1915 - Pachybrachis placidus Fall 1915 | - Pachybrachis pluripunctatus Fall 1915 - Pachybrachis postfasciatus Fall 1915 - Pachybrachis praeclarus Weise 1913 - Pachybrachis precarius Fall 1915 - Pachybrachis prosopis Fall 1915 - Pachybrachis proximus Bowditch 1909 - Pachybrachis pulvinatus Suffrian 1852 - Pachybrachis punctatus Bowditch 1909 - Pachybrachis punicus Fall 1915 - Pachybrachis purus Fall 1915 - Pachybrachis pusillus Bowditch 1909 - Pachybrachis quadratus Fall 1915 - Pachybrachis quadrioculatus Fall 1915 - Pachybrachis relictus Fall 1915 - Pachybrachis roboris Fall 1915 - Pachybrachis sanrita Bowditch 1909 - Pachybrachis signatifrons Mannerheim 1843 - Pachybrachis signatus Bowditch 1909 - Pachybrachis snowi Bowditch 1909 - Pachybrachis sonorensis Jacoby 1889 - Pachybrachis spumarius Suffrian 1852 - Pachybrachis stygicus Fall 1915 - Pachybrachis subfasciatus Leconte 1824 - Pachybrachis sublimatus Fall 1915 - Pachybrachis subvittatus LeConte 1880 - Pachybrachis tacitus Fall 1915 - Pachybrachis texanus Bowditch 1909 - Pachybrachis thoracicus Jacoby 1889 - Pachybrachis tridens Melsheimer 1847 - Pachybrachis trinotatus Melsheimer 1847 - Pachybrachis truncatus Bowditch 1909 - Pachybrachis tumidus Bowditch 1909 - Pachybrachis turbidus LeConte 1880 - Pachybrachis turgidicollis Fall 1915 - Pachybrachis tybeensis Fall 1915 - Pachybrachis umbraculatus Suffrian 1852 - Pachybrachis uncinatus Fall 1915 - Pachybrachis uteanus Fall 1915 - Pachybrachis vacillatus Fall 1915 - Pachybrachis varians Bowditch 1909 - Pachybrachis varicolor Suffrian 1852 - Pachybrachis vau Fall 1915 - Pachybrachis vestigialis Fall 1915 - Pachybrachis viduatus Fabricius 1801 - Pachybrachis virgatus LeConte 1880 - Pachybrachis vulnerosus Fall 1915 - Pachybrachis wenzeli Fall 1915 - Pachybrachis wickhami Bowditch 1909 - Pachybrachis xantholucens Fall 1915 - Pachybrachis xanti Crotch 1873 |

## Hình ảnh

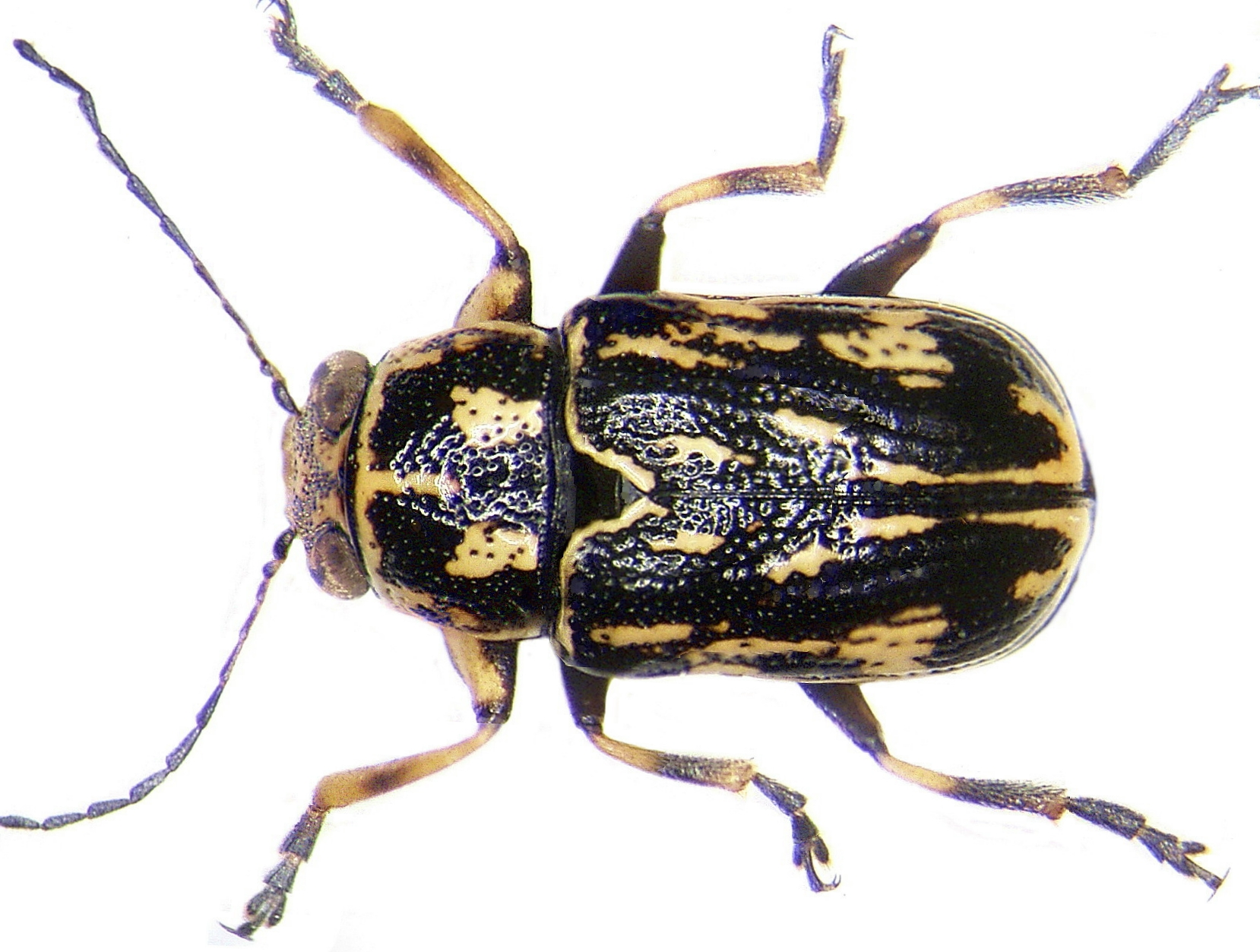